# Acanthochitona brookesi
Acanthochitona brookesi är en blötdjursart som beskrevs av Edwin Ashby 1926. Acanthochitona brookesi ingår i släktet Acanthochitona och familjen Acanthochitonidae. Inga underarter finns listade i Catalogue of Life.